# Зоніха (Верхошижемський район)
Зоні́ха (рос. Зониха) — село у складі Верхошижемського району Кіровської області, Росія. Адміністративний центр Зонівського сільського поселення.
Населення становить 314 осіб (2010, 479 у 2002).
Національний склад станом на 2002 рік — росіяни 97 %.